# Johanna-Elisabeth Bichier des Ages
Jeanne-Élisabeth Marie Lucie Bichier des Ages (* 5. Juli 1773 auf dem Château des Âges bei Le Blanc, Berry, Frankreich; † 26. August 1838 in La Puye, Département Vienne) war eine französische Ordensgründerin. Sie wird in der katholischen Kirche als Heilige verehrt.

## Leben und Wirken
Johanna-Elisabeth Bichier des Ages gründete zu Beginn des 19. Jahrhunderts unter Mitwirkung des heiligen Andreas Hubert Fournet die Kongregation der Congrégation des Filles de la Croix („Kreuztöchter“), die 1867 von Papst Pius IX. bestätigt wurde. Dieser Orden widmet sich dem Unterricht sowie der Pflege von Armen und Kranken. Er ist heute vor allem in Frankreich, Italien, Spanien und Kanada aktiv. Johanna-Elisabeth übte entscheidenden Einfluss auf Michael Garicoits aus, um diesen zur Gründung einer Priestervereinigung zu bewegen, die sich der christlichen Erziehung widmen sollte.
Johanna-Elisabeth Bichier des Ages wurde am 13. Mai 1934 von Papst Pius XI. selig- und am 6. Juli 1947 von Papst Pius XII. heiliggesprochen. Ihr Gedenktag in der katholischen Kirche ist der 26. August.